# 雅各布阿巴德
雅各布阿巴德是巴基斯坦的城市，由信德省負責管轄，位於該國北部，始建於1847年，受熱帶氣候影響，2008年的人口為187,840，大部分居民信奉伊斯蘭教。
1. ↑  . PAKISTAN: Provinces and Major Cities. citypopulation.de.   [4 May 2020]. （原始内容存档于2018-10-04）.